# Amagaju FC
Der Amagaju Football Club ist ein 1935 gegründeter ruandischer Fußballverein aus der in der Südprovinz liegenden Stadt Gikongoro.

## Erfolge
- Ruandischer Zweitligavizemeister: 2022/23  ▲

## Stadion
Seine Heimspiele trägt der Verein im Huye Stadium in Butare aus. Das Stadion hat ein Fassungsvermögen von 10.000 Personen.

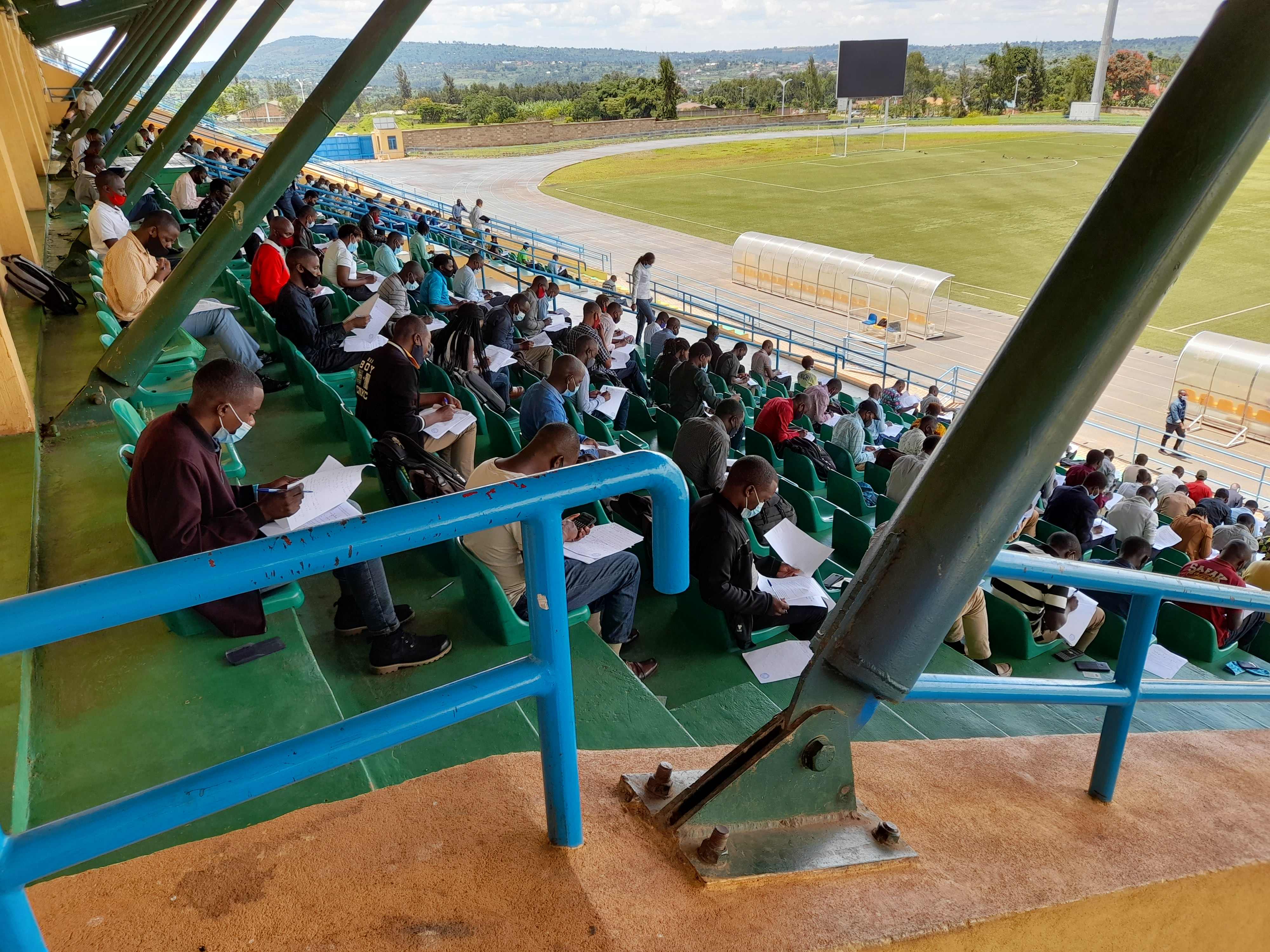
Huye Stadium – hier als Prüfungsort während der Corona-Pandemie

## Saisonplatzierung
| Saison  | Liga                    | Level | Platz        |
| ------- | ----------------------- | ----- | ------------ |
| 2008/09 | Rwanda Premier League   | 1     | 10.          |
| 2009/10 | Rwanda Premier League   | 1     | 9.           |
| 2010/11 | Rwanda Premier League   | 1     | 10.          |
| 2011/12 | Rwanda Premier League   | 1     | 11.          |
| 2012/13 | Rwanda Premier League   | 1     | 9.           |
| 2013/14 | Rwanda Premier League   | 1     | 11.          |
| 2014/15 | Rwanda Premier League   | 1     | 8.           |
| 2015/16 | Rwanda Premier League   | 1     | 13.          |
| 2016/17 | Rwanda Premier League   | 1     | 10.          |
| 2017/18 | Rwanda Premier League   | 1     | 14.          |
| 2018/19 | Rwanda Premier League   | 1     | 16. ▼        |
| 2019/20 | Rwandan Second Division | 2     | 5. (Poule A) |
| 2020/21 | Rwandan Second Division | 2     | 4.           |
| 2021/22 | Rwandan Second Division | 2     | ?            |
| 2022/23 | Rwandan Second Division | 2     | 2. ▲         |
| 2023/24 | Rwanda Premier League   | 1     | 8.           |
| 2024/25 | Rwanda Premier League   | 1     | 11.          |
| 2025/26 | Rwanda Premier League   | 1     |              |

Quelle: rsssf.org